# کیمورا کایشو
کیمورا کایشو ((به ژاپنی: 木村芥舟 Kimura Kaishū)؛ ۲۷ فوریهٔ ۱۸۳۰ – ۹ دسامبر ۱۹۰۱) پرسنل نظامی و یکی از هیئت اعزامی ژاپن به ایالات متحده آمریکادر دوره شوگون‌سالاری توکوگاوا ژاپن بود.